# Neal L. Evenhuis
Neal Luit Evenhuis, Geburtsname Kornelus Luit Evenhuis, amtliche Namensänderung 2013 (geboren am 16. April 1952 in Upland, Kalifornien), ist ein US-amerikanischer Entomologe und Experte für die zoologische Nomenklatur. Er arbeitet am Bernice Pauahi Bishop Museum in Honolulu, Hawaii und hat seit 1976 mehr als 600 Arten von Fliegen beschrieben. Die häufig von ihm vergebenen skurrilen Artnamen haben ihm auch außerhalb der Fachwelt einen hohen Bekanntheitsgrad verschafft.

## Familie und Ausbildung
Neal L. Evenhuis kam 1952 in Südkalifornien als Sohn niederländischer Immigranten zur Welt, die ihre Heimat 1938 verlassen hatten. Er studierte an der California State Polytechnic University in Pomona Biologie und erhielt 1974 einen Bachelor of Science in Botanik und Entomologie. 1976 kam er als wissenschaftlicher Illustrator an das Bernice Pauahi Bishop Museum in Honolulu, Hawaii. Zwei Jahre später erhielt er, wiederum von der California State Polytechnic University seinen Master in Biologie. Innerhalb weniger Jahre stieg er mit taxonomischen Studien pazifischer Fliegen in die Forschung ein. 1988 promovierte er an der University of Hawaiʻi at Mānoa in Honolulu zum Ph.D. in Entomologie. Seit 2012 ist er Leiter der entomologischen Forschungen am Bishop Museum.

## Forschung
Evenhuis’ Forschungsschwerpunkt sind zwei Familien der Fliegen, die Wollschweber und die Mythicomyiidae. Er hat zahlreiche rezente und fossile Taxa beschrieben, zu seinen Erstbeschreibungen gehören mehrere Teilordnungen und Familien, mehr als 70 Gattungen und mehr als 600 Arten. Er ist Autor oder Mitverfasser von mehr als 500 Publikationen, darunter einige Monografien die als Standardwerke gelten. 1992 erhielt er für seine Forschungsarbeit den Thomas Say Award der Entomological Society of America. Evenhuis war von 2001 bis 2007 Präsident der International Commission on Zoological Nomenclature. Zu seinen Interessengebieten gehört die Wissenschaftsgeschichte, namentlich die Geschichte der Dipterologie und der zoologischen Nomenklatur. Er setzt sich an hawaiianischen Schulen dafür ein, den Schülern die Unterscheidung von autochthonen Arten und Neobiota zu vermitteln.

## Wissenschaftlicher Humor
Unter Entomologen ist Evenhuis wegen seines Sinns für Humor bekannt. Einige der von ihm vergebenen wissenschaftlichen Namen haben öffentliche Aufmerksamkeit gefunden. 1985 benannte er einen neu entdeckten Wollschweber Phthiria relativitae, im Englischen annähernd wie Theory o’ relativity ausgesprochen, in Anspielung auf die Relativitätstheorie. Um die Veröffentlichung der Erstbeschreibung zu erreichen, und die Kritik seiner Fachkollegen zu vermeiden, musste er seine Entdeckung in einer polnischen Zeitschrift veröffentlichen. Die Art gehört heute zur Gattung Poecilognathus.
2002 benannte er ausgestorbene Fliegenart der Familie Mythicomyiidae Carmenelectra shechisme nach der US-amerikanischen Schauspielerin und Sängerin Carmen Electra. In der Erstbeschreibung der seinerzeit einzigen Art begründete er seine Namensgebung für die Gattung damit, dass beide Namensträgerinnen für ihr jeweiliges Taxon einen „großartigen“ Körperbau aufwiesen. Der Artname shechisme (ausgesprochen wie she kiss me, deutsch: sie küsst mich oder auch sie soll mich küssen) sei eine willkürlich gewählte Buchstabenkombination. 2013 beschrieb er eine weitere Art der Gattung als Carmenelectra shehuggme (deutsch: sie soll mich umarmen).
2001 beschrieb Evenhuis mit seinem Kollegen Marcos Báez die Art Reissa roni, benannt nach der populären US-amerikanischen Reis- und Nudelmischung Rice-A-Roni, wobei er die Namenswahl in der Erstbeschreibung als Ehrungen des verstorbenen deutschen Entomologen Friedrich Reiss und seines Kollegen Ron Englund bezeichnete. 2002 beschrieb Evenhuis die Arten Pieza kake, Pieza pi und Pieza deresistans in Anlehnung an das Gericht Pizza. 2013 vergab er für eine Fliegenart aus Französisch-Polynesien den Namen Campsicnemus popeye, da sie wegen der verdickten Tibien ihrer Beine an die Comicfigur Popeye erinnere.

## Erstbeschreibungen (Auswahl)
- Teilordnung †Anisopodomorpha Krzeminski & Evenhuis, 2000
- Teilordnung †Nadipteromorpha Krzeminski & Evenhuis, 2000
- Familie †Serendipidae Evenhuis, 1994
- Familie †Zhangobiidae Evenhuis, 1994
- Campsicnemus charliechaplini Evenhuis, 1996
- Campsicnemus popeye Evenhuis, 2013
- †Carmenelectra shechisme Evenhuis, 2002
- †Carmenelectra shehuggme Evenhuis, 2013
- Poecilognathus relativitae (Evenhuis, 1985)

## Frisbee-Rekord
Am 12. Mai 1980 erzielte Evenhuis einen Weltrekord im Frisbeewurf in der Disziplin Gridiron Mini Field Goal Distance, der 20 Jahre lang Bestand hatte.